# Paul-Werner Hofmann
Paul-Werner Hofmann (* 31. August 1951 in Limburg an der Lahn) ist ein ehemaliger deutscher Fußballspieler. Der Offensivspieler absolvierte zwischen 1974 und 1981 insgesamt 231 Spiele für die SpVgg Fürth und den FSV Frankfurt in der 2. Bundesliga und erzielte dabei 88 Tore. Hofmann ist der Rekordtorschütze des FSV Frankfurt in der 2. Bundesliga.

## Sportliche Laufbahn

### Jugend und Anfänge im Seniorenbereich
In der Jugendabteilung der TSG Oberbrechen entwickelte sich das Talent des Stürmers Paul-Werner Hofmann, ehe er sich 1968 Eintracht Frankfurt anschloss. Der leichtfüßige schnelle Mann am linken Flügel debütierte am 1. März 1970 bei einem Qualifikationsspiel in Pilsen gegen die Tschechoslowakei in der Jugendnationalmannschaft des DFB. Er bildete mit Halbstürmer Klaus Beverungen den linken Flügel, der Angriff wurde komplettiert von Lothar Skala, Uli Hoeneß und Rainer Bonhof. Der Eintracht-Junior kam im März auch noch in den zwei weiteren Quali-Spielen gegen Jugoslawien zum Einsatz. Beim UEFA-Juniorenturnier im Mai in Schottland stürmte aber Volker Graul am linken Flügel. Hofmann wurde zur Saison 1970/71 in den Lizenzspielerkader der Eintracht übernommen; extern verstärkte sich das Team von Trainer Erich Ribbeck mit Friedhelm Aust, Peter Reichel, Jürgen Papies und Thomas Rohrbach. Als in seinem zweiten Jahr in der Bundesliga, 1971/72, auch noch Ender Konca und Thomas Parits den Eintracht-Angriff bereicherten, waren für den schmächtigen Stürmer (66 kg) die Einsatzchancen gegen Null gesunken. Nach zwei Jahren als Lizenzspieler ohne Pflichtspieleinsatz unterschrieb er zur Saison 1972/73 beim Aufsteiger Eisbachtaler Sportfreunde einen neuen Vertrag in der zweitklassigen Regionalliga Südwest.
Unter Trainer Milan Nikolić startete der Neuzugang von Eintracht Frankfurt mit einer 0:4-Heimniederlage am 6. August 1972 mit Eisbachtal gegen Wormatia Worms in die Regionalliga. Bereits am zweiten Spieltag, den 12. August, unterstrich er mit seinem Siegtor in der 77. Minute zum 2:1-Auswärtserfolg bei Eintracht Trier seine Bedeutung für den Fusionsclub aus dem Großraum Montabaur im Westerwald. Am Rundenende belegten die Sportfreunde mit 20:40 Punkten den rettenden 14. Rang und Hofmann hatte mit 13 Treffern entscheidenden Anteil daran. Durch die im entscheidenden Zeitraum der letzten fünf Jahre fehlenden Platzierungen, ging für Eisbachtal nach dem nächsten Jahr, 1973/74, der Weg in das Amateurlager zurück. Für die Nominierung in die neu eingeführte 2. Bundesliga reichte es für das Team aus dem Westerwald nicht. Hofmann hatte in 53 Regionalligaeinsätzen 27 Tore erzielt und unterschrieb bei der SpVgg Fürth einen Vertrag als Lizenzspieler für die 2. Fußball-Bundesliga ab der Saison 1974/75.

### Torjäger in der 2. Bundesliga
Sein Debüt für Fürth hatte er am 1. Spieltag der Saison 1974/75 im Spiel gegen den FK Pirmasens. Unter Trainer Alfred „Fred“ Hoffmann und neben Mitspielern wie Peter Löwer (Torhüter), Bernhard Bergmann, Erich Unger und Gerhard Bopp belegte die Ronhof-Elf im Debütjahr des neuen Bundesligaunterbaus den 15. Rang. Bei Hofmann hatte es in 35 Einsätzen zu sechs Toren gereicht. In seinem zweiten Jahr in Fürth, 1975/76, steigerte er seine Trefferquote beachtlich: Hinter Torschützenkönig Karl-Heinz Granitza (Röchling Völklingen) mit 29 Treffern belegte er gemeinsam mit Ferdinand Keller (TSV München 1860) mit 23 Toren den 2. Rang in der Torjägerliste der 2. Liga Süd. Unter dem neuen Trainer Hans Cieslarczyk belegte Fürth mit 37:39 Punkten den 10. Rang. Die Auswärtsschwäche mit 11:27 Punkten verhinderte eine bessere Platzierung. Der nachverpflichtete Lorenz Hilkes folgte in der Fürther Torschützenliste mit sieben Treffern auf dem 2. Rang. Überraschend unterschrieb Hofmann zur Saison 1976/77 einen neuen Vertrag beim Ligarivalen FSV Frankfurt, welcher den 13. Rang belegt hatte.
In die Runde 1976/77 startete das Frankfurter Team vom Bornheimer Hang am 14. August 1976 mit einer 2:3-Heimniederlage gegen den FC Augsburg. Hofmann erzielte beide Tore des FSV. Bei dem 3:1-Heimerfolg am 11. September 1976 gegen den 1. FC Nürnberg gelangen Hofmann die drei Treffer für das Team von Trainer Milovan Beljin. Am Rundenende belegte das Team um Routinier Horst Trimhold den 7. Rang und Hofmann hatte in 38 Ligaeinsätzen 21 Tore erzielt. Die Torschützenliste in der Südliga wurde mit 24 Treffern von Lothar Emmerich, vor Manfred Lenz und Werner Heck mit jeweils 23 Treffern, Ottmar Hitzfeld von Meister VfB Stuttgart mit 22 Treffern, Hans Walitza und Paul-Werner Hofmann mit jeweils 21 Toren angeführt. In den nächsten vier Runden kam der FSV Frankfurt nicht mehr in die einstelligen Ränge, mit dem 15. Platz beendete der FSV 1980/81 das Kapitel 2. Bundesliga. Nochmals hatte Hofmann in 35 Ligaeinsätzen 17 Tore erzielt, die gleiche Trefferanzahl wie Werner Nickel und Peter Cestonaro. Durch die ab 1981/82 startende eingleisige 2. Bundesliga stieg der FSV Frankfurt in die hessische Amateur-Oberliga ab.

### Karriereausklang
Hofmann wechselte für zwei Jahre zu Eintracht Glas-Chemie Wirges und übernahm danach ab 1983 das Spielertraineramt bei seinem Heimatverein TSG Oberbrechen.